# オペル・スピードスター
スピードスター（Speedster）は、ドイツの自動車メーカーオペルが2001年から2005年まで販売していた自動車である。
オペルの自動車生産100周年を記念したモデルで、同社の量産車としては初の本格スポーツカーとなる2シーターのオープンカーである。ロータス・エリーゼの基本設計を元にロータスと共同開発され、製造もロータスの工場で行われる。エリーゼよりは100kgほど重いものの、870kgの車重は2座オープンカーとしても軽量である。

## 歴史
1999年のサロン・アンテルナショナル・ド・ロトでプロトタイプ（試作車）が出展され、2001年にはオペルの本拠地であるドイツ、生産工場のあるイギリスを皮切りに販売が開始された。イギリスではボクスホールブランドで販売され、車名はVX220となった。
前後ともダブルウィッシュボーン形式のサスペンションや、アルミ押し出し材をエポキシ樹脂接着剤を用いて組み立てる手法、FRP製の外装を持つことなどは、基本となったエリーゼと同様である。しかしながら、エリーゼと共用するコンポーネンツは1割程度であると公表されており、外観デザインもエッジの利いたオペル独自のもので、いわゆるバッジエンジニアリングの類ではない。エアバッグ、ABS、オーディオなどが標準で備わる点も、サーキット志向のエリーゼとは異なる。
搭載されるガソリンエンジン2種は、いずれもECOTEC と呼ばれるGM製直列4気筒で、ミッドシップに横置きされ、後輪を駆動する。自然吸気版はアストラやザフィーラなどに搭載されるものと同型である。ターボモデルはボディの軽量さとも相俟って、発進から100 km/hまで4.9秒で加速することができる。この値は355馬力の3.8リッターエンジンを積むポルシェ・911カレラS（997型）と同等である。
生産台数限定ではなかったが、記念モデルということでダッシュボードにシリアルナンバーが刻印されたプレートが配される。
2002年のモンディアル・ド・ロトモビルでは、このスピードスターをベースにしたエコ・スピードスター なるコンセプトカーが出展された。1.3リッターのコモンレール式ディーゼルエンジンを搭載するエコ・スピードスターは、元来軽量なスピードスターをさらに軽量化した上で空気抵抗の小さいボディ形状を追求し、燃費は1リッター当たり40 kmで、それでいて最高速度は250 km/hに達すると謳われた。

## 日本での販売
日本では右ハンドルの自然吸気モデルのみが、2003年に80台限定で受注生産、販売された（当初は100台を予定）。受注生産としたのは、外装やシート、ソフトトップ（幌）の色の組み合わせが82通りにもなるため、購入者の意向に沿ったモデルを用意できるようにするための配慮であった。
同年7月には、日本での購入者すべてを無料が招待されるイベント「Driving Pleasure with Speedster in Ebisu Circuit」が日本ゼネラルモーターズ主催で行われた。
Jリーグの最優秀選手賞の副賞となっていた時期もある。

## GM大宇でのライセンス生産
GM大宇はスピードスター生産終了に伴う製造ラインの売却を受け、韓国でスピードスターのライセンス生産を開始した。名称は継承し、仕様は基本的にオリジナルに準じる。
韓国では、かつて起亜がロータス・エランをキア・ビガートとして製造したのと同様の手法でライセンス生産している。